# Ворингтон (Флорида)
Ворингтон (енгл. Warrington) насељено је место без административног статуса у америчкој савезној држави Флорида.

## Демографија
По попису из 2010. године број становника је 14.531, што је 676 (-4,4%) становника мање него 2000. године.
| Група             | 2000.          | 2010.         |
| Белци             | 10.658 (70,1%) | 9.628 (66,3%) |
| Афроамериканци    | 3.299 (21,7%)  | 3.167 (21,8%) |
| Азијати           | 316 (2,1%)     | 367 (2,5%)    |
| Хиспаноамериканци | 438 (2,9%)     | 775 (5,3%)    |
| Укупно            | 15.207         | 14.531        |